# Maike Schirmer
Maike Schirmer (* 23. Mai 1990 in Kaltenkirchen, Deutschland) ist eine ehemalige deutsche Handballspielerin.

## Karriere
Schirmer begann das Handballspielen beim TuS Hartenholm. Nachdem die Linkshänderin anschließend bei der SG Kisdorf/Leezen spielte, wechselte sie zum VfL Bad Schwartau. Hier warf sie ihre Tore für die A-Jugend und die 1. Damenmannschaft, die beide in der Regionalliga spielten. Nach drei Jahren in Bad Schwartau unterzeichnete die Rechtsaußenspielerin einen Vertrag beim Bundesligisten VfL Oldenburg. Mit dem VfL gewann Schirmer 2009 den DHB-Pokal. In der darauffolgenden Saison erreichte sie mit Oldenburg das Halbfinale des Europapokals der Pokalsieger, das jedoch gegen KIF Kolding verloren wurde. Im Jahre 2012 gewann sie mit dem VfL erneut den DHB-Pokal. Ab dem Sommer 2014 war sie für mehrere Monate beruflich im kolumbianischen Bogotá tätig. Im Oktober 2014 kehrte Schirmer in den Kader von Oldenburg zurück. Ab der Saison 2016/17 lief sie für den Buxtehuder SV auf. Mit dem BSV gewann sie 2017 den DHB-Pokal. Im Sommer 2020 wechselte Schirmer zum französischen Erstligisten Toulon Saint-Cyr Var Handball. Im Sommer 2021 kehrte sie zum VfL Oldenburg zurück. Nach der Saison 2022/23 beendete sie ihre Karriere.
Maike Schirmer absolvierte sechs Länderspiele für die deutsche Juniorinnen-Nationalmannschaft. Dabei nahm sie mit den Juniorinnen an der U20-Weltmeisterschaft 2010 teil und belegte den 7. Platz. Zuvor stand Schirmer 35-mal für die deutsche Jugend-Nationalmannschaft auf dem Spielfeld.
Am 3. Juni 2012 gab Schirmer ihr Debüt in der deutschen Nationalmannschaft. Sie nahm mit Deutschland an der Europameisterschaft 2022 teil und belegte dort den 7. Platz. Sie absolvierte 28 Spiele, in denen sie 38 Tore erzielte. 